# Halvarsgårdarna
Halvarsgårdarna è un'area urbana della Svezia situata nel comune di Borlänge, contea di Dalarna.
La popolazione rilevata nel censimento 2010 era di 325 abitanti .